# Kvarteret Callisto

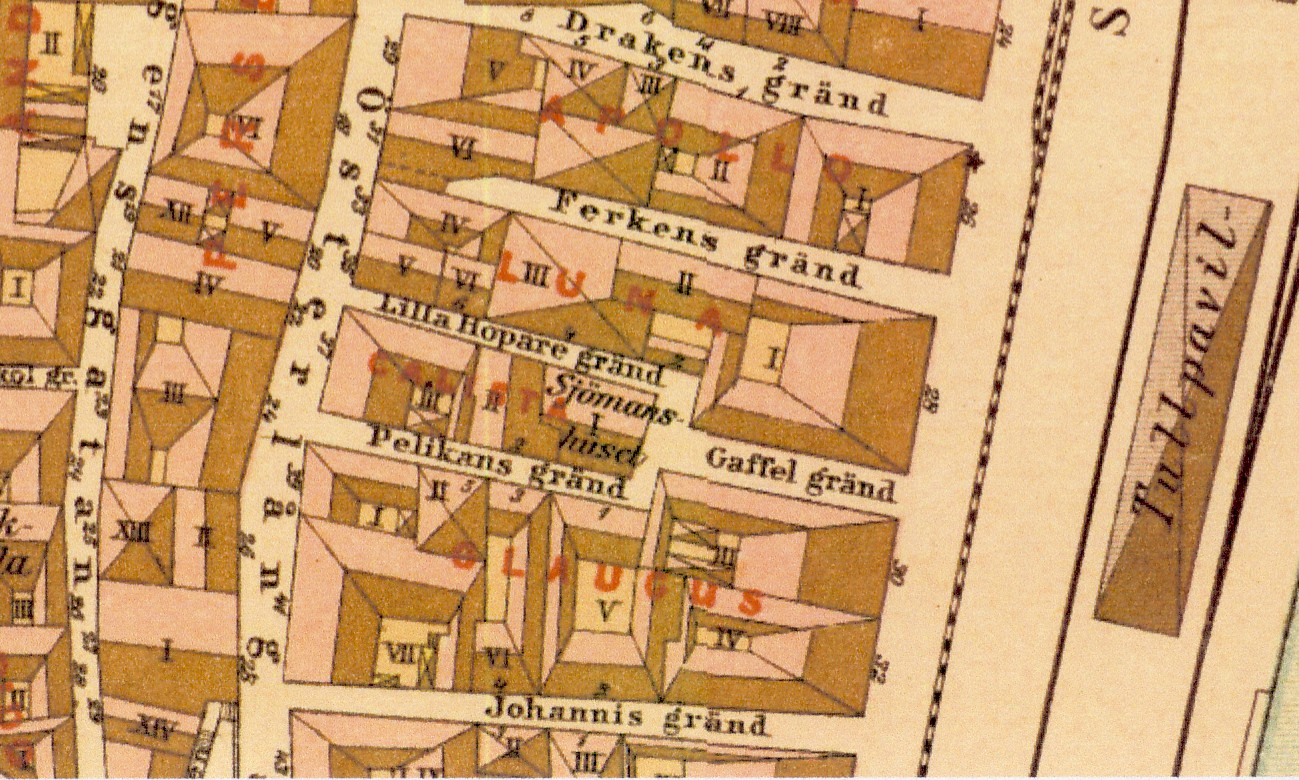
Alfred Rudolf Lundgrens karta från 1885 med kvarteret Callisto (mitt i kartbilden).

Kvarteret Callisto (äldre stavning Calista) är ett kvarter i Gamla stan i Stockholm. Kvarteret omges av Lilla Hoparegränd i norr, Gaffelgränd i öster, Pelikansgränd i söder och Österlånggatan i väster. Kvarteret består av tre fastigheter: Callisto 1-3.

## Namnet
Nästan samtliga kvartersnamn i Gamla stan tillkom under 1600-talets senare del och är uppkallade efter begrepp (främst gudar) ur den grekiska och romerska mytologin. Enligt den grekiska mytologin förfördes Kallisto av Zeus, förvandlades till en björn, födde en son vid namn Arkas, blev jagad och sedan placerad på stjärnhimlen som stjärnbilden Stora björnen. Callisto är även den åttonde av Jupiters kända månar och den näst största.

## Kvarteret

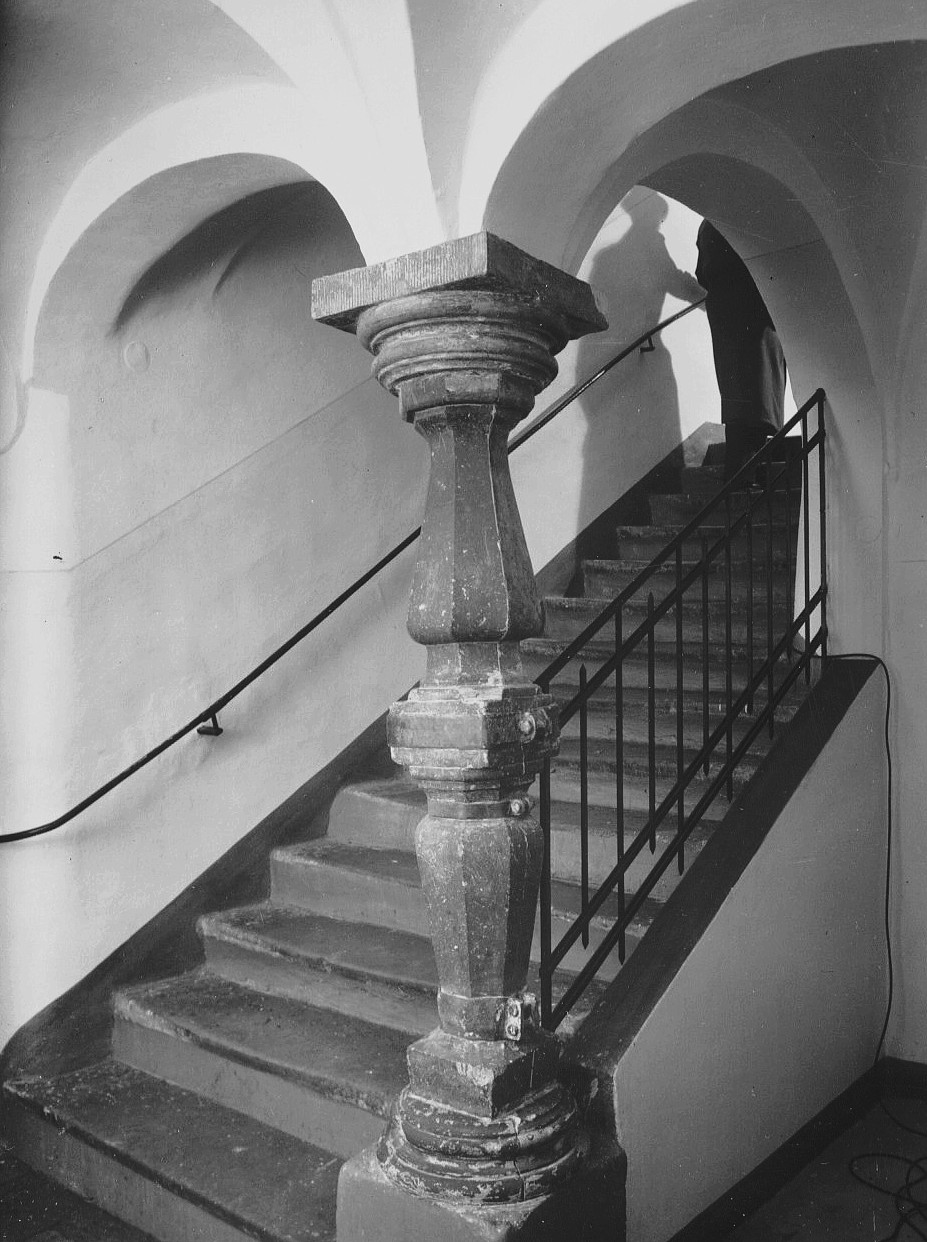
Balusterformad kolonn i trapphuset av Callisto 3.

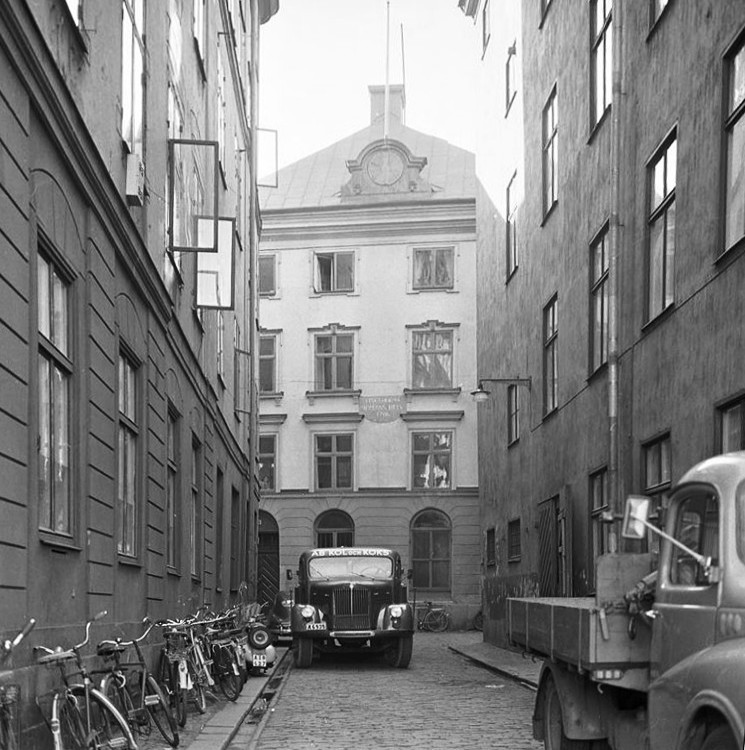
Stockholms sjömanshus 1957.

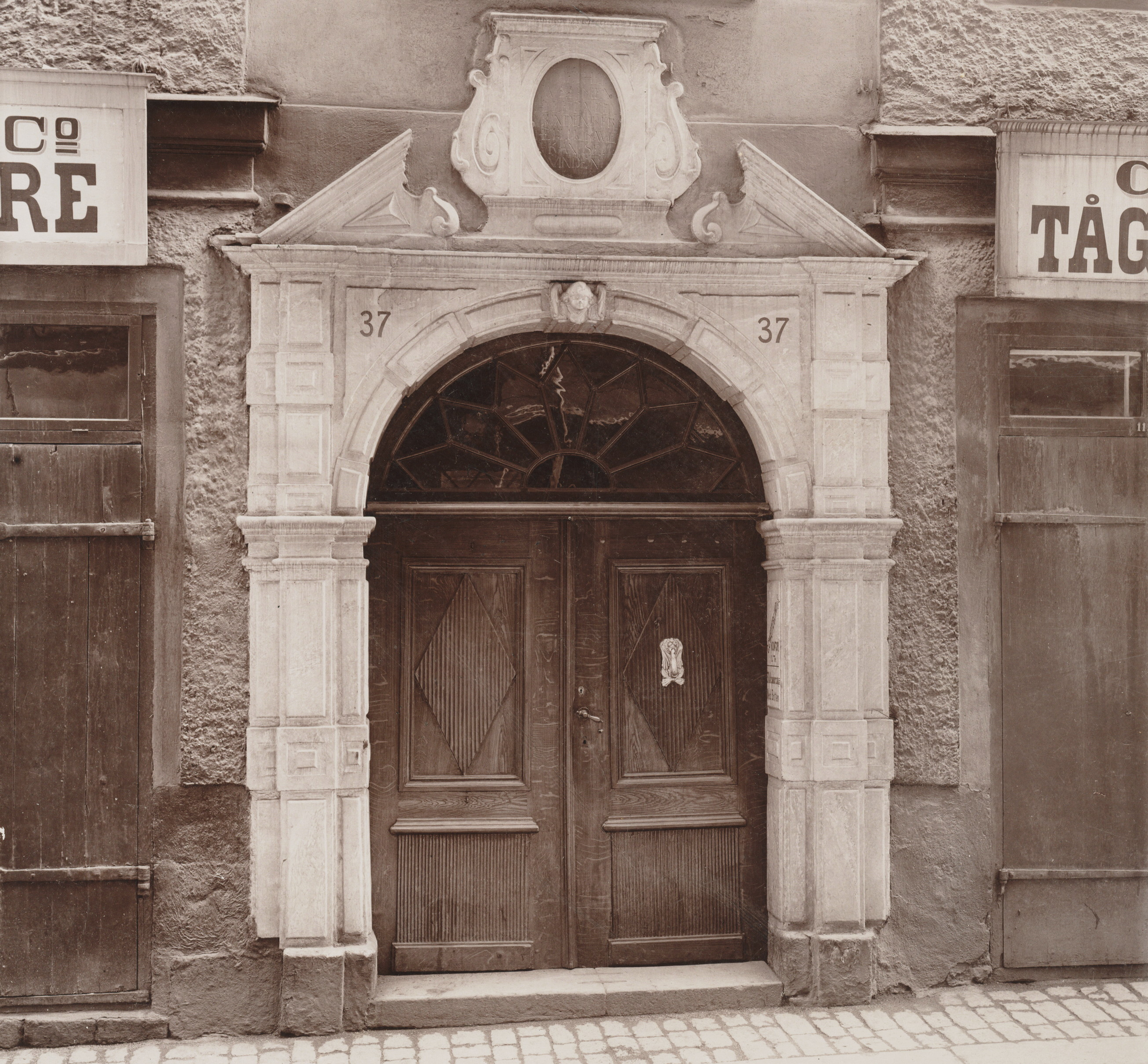
Porten till Callisto 3, 1903.

Kvarteret Callisto ligger som mellanrum i de ”gaffelspetsar” som bildas av Pelikansgränd och Lilla Hoparegränd med Gaffelgränd som ”skaft”. I motsats till samtliga övriga kvarter mellan Skeppsbron och Österlånggatan förlängdes Callisto inte österut när Skeppsbron skapades på 1630-talet  genom utfyllnader.
Fastigheten Callisto 1 (Gaffelgränd 1) var tidigare  Stockholms sjömanshus. På fasaden mot Gaffelgränd finns en minnestavla med inskriptionen STOCKHOLMS SIÖMANSHUS 1788. I husets bottenvåning (hörnet mot Lilla Hoparegränd) låg även den kända sjömanskrogen Terra Nova som besjöngs av Carl Michael Bellman. I två av Fredmans epistlar skildrar han livet på krogen. Epistlarna nr. 5 Til the trogne Bröder på Terra Nova i Gaffelgränden och nr. 18, Til Gubbarna på Terra Nova i Gaffelgränden vid Skeppsbron.
Fastigheten Callisto 3 (Österlånggatan 37) har medeltida murrester och källare med tunnvalv. Från entrén leder ett ålderdomligt kryssvalv till trappan där en balusterformad naturstenskolonn står dels som stöd för valvet och dels för trapploppet och räcket. 
Porten härrör från 1600-talet och portalens stenomfattning skapades troligen av stenhuggarmästaren Johan Wendelstam från Tyskland. Över porten finns en portalsten med en inskription på nederländska GAET. HET. WEL. MEN. HEEFT. VEEL. VRINDEN. KERT. HET. LÜCK. WIE. KAN. SE. VINDEN (ungefär: Går det väl, har man många vänner. Vänder lyckan - var finns de då?). Språket tyder på att beställaren kom från Holland. Fasaden är dock från senare delen av 1700-talet. 
Huset ägdes på 1700-talets början av vinskänken och vinhandlaren Johan Suck (död 1732) som hade en krog här, varför byggnaden även kallas ”Suckiska huset”. Hans far var handelsman från Lübeck och han själv anses vara grundaren av det Suckska handelshuset. Husets våningar byggdes om 1960-70 och fick moderna lägenheter efter ritningar av arkitekt Georg Scherman.

## Bilder

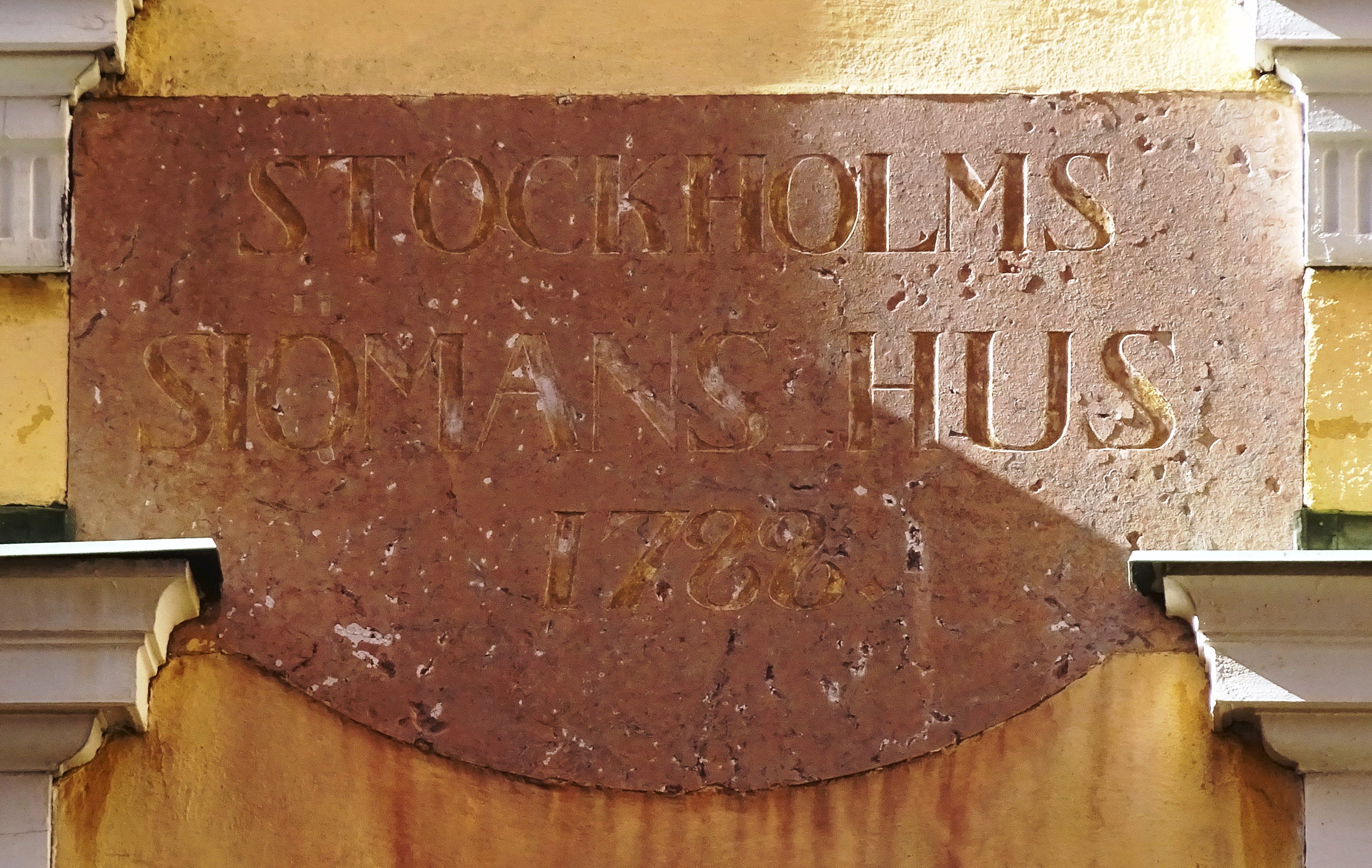
Minnestavla på Stockholms sjömanshus
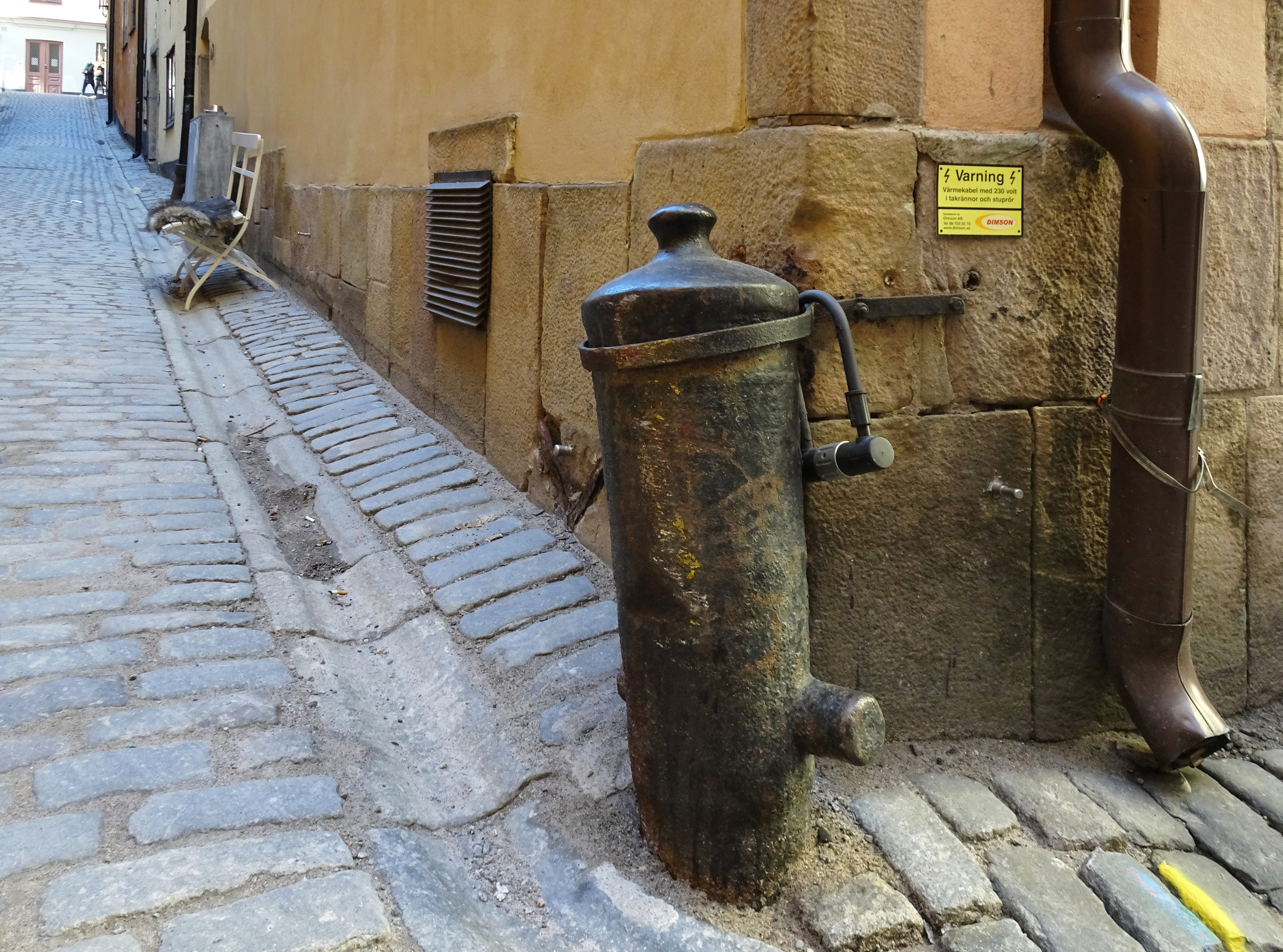
Hörnskydd av gammal kanon vid Stockholms sjömanshus
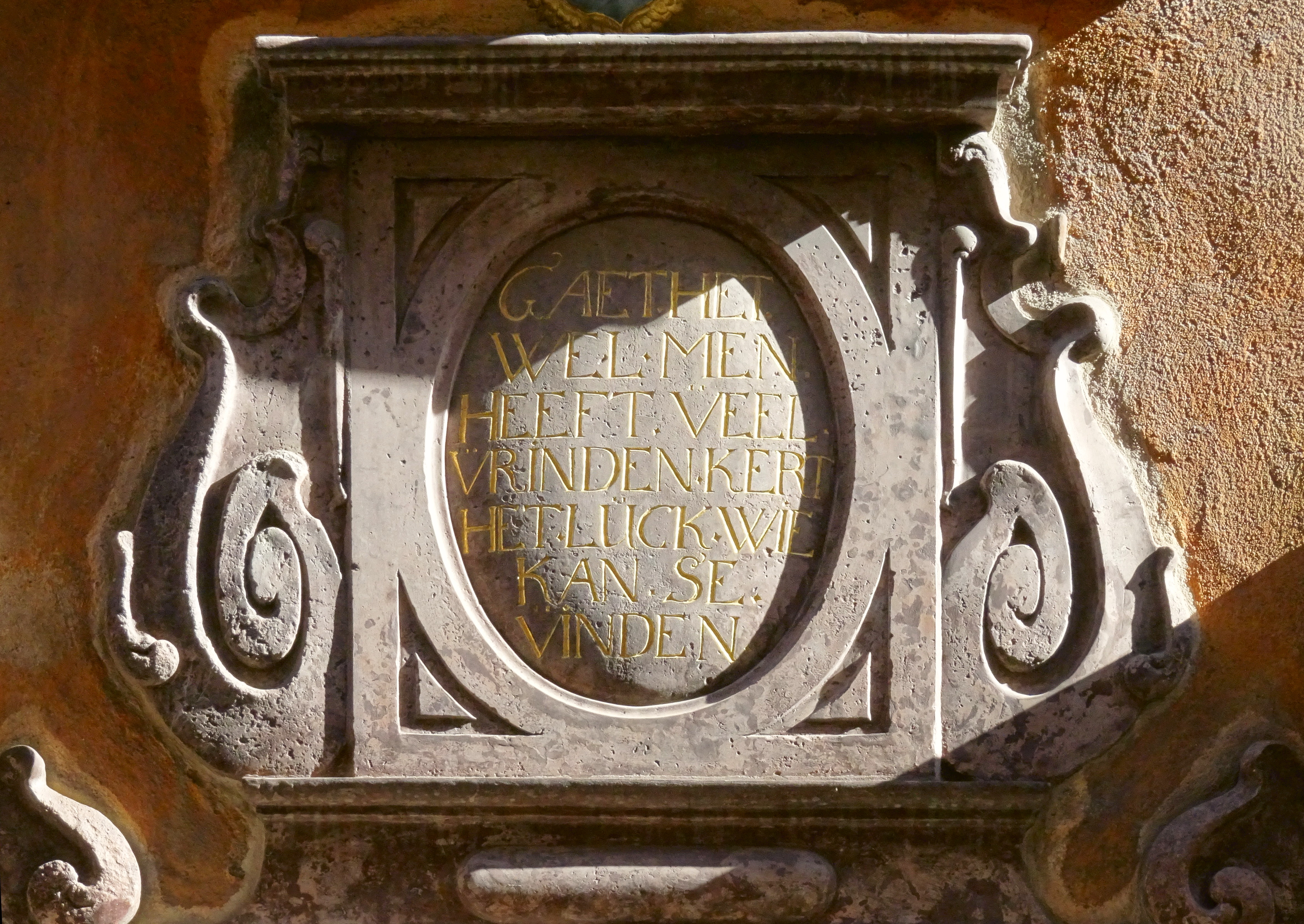
Portalsten på Österlånggatan 37
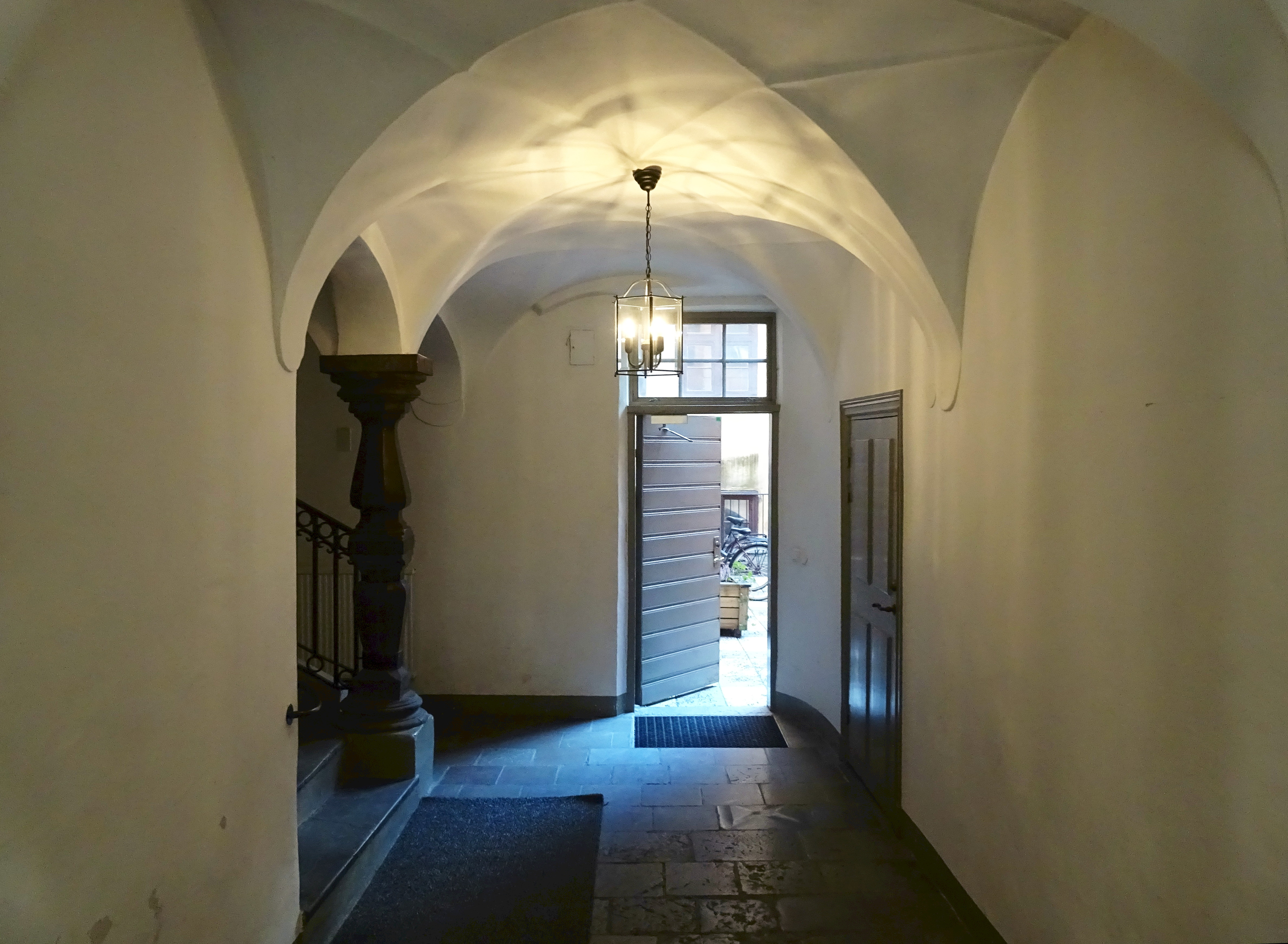
Trapphus och kryssvalv på Österlånggatan 37